# Power of the Night
| Recensione | Giudizio |
| ---------- | -------- |
| AllMusic   | [ 1 ]    |

Power of the Night è il secondo album in studio del gruppo musicale heavy metal statunitense Savatage, pubblicato nel 1985 dalla Atlantic Records.

## Il disco
In questo disco è già presente il marchio di fabbrica della band: quelle stesse sonorità che, dopo il passo falso successivo, verranno fuse a quelle sinfoniche a partire dall'album Hall of the Mountain King.

## Tracce
1. Power of the Night – 5:14
2. Unusual – 4:27
3. Warriors – 4:03
4. Necrophilia – 3:36
5. Washed Out – 2:13
6. Hard for Love – 3:59
7. Fountain of Youth – 4:31
8. Skull Session – 3:21
9. Stuck on You – 3:10
10. In the Dream – 4:15

## Formazione
- Jon Oliva - voce, pianoforte, tastiere
- Criss Oliva - chitarra
- Keith Collins - basso
- Steve Wacholz - batteria

## Classifiche
| Classifica (2021) | Posizione massima |
| ----------------- | ----------------- |
| Germania          | 61                |